# Vesunna (mitología)
Vesunna, a veces conocida como Tutela Augusta («augusta protectora»), es una diosa del agua, de la fecundidad y protectora de una ciudad. Originalmente fue una divinidad gala y su culto fue retomado en la religión romana.

Vesunna, la protectora de la ciudad que porta su nombre (hoy barrio sur de Périgeux), era venerada por los petrocorios que vivían en esta región mediante procesiones, ritos y sacrificios.

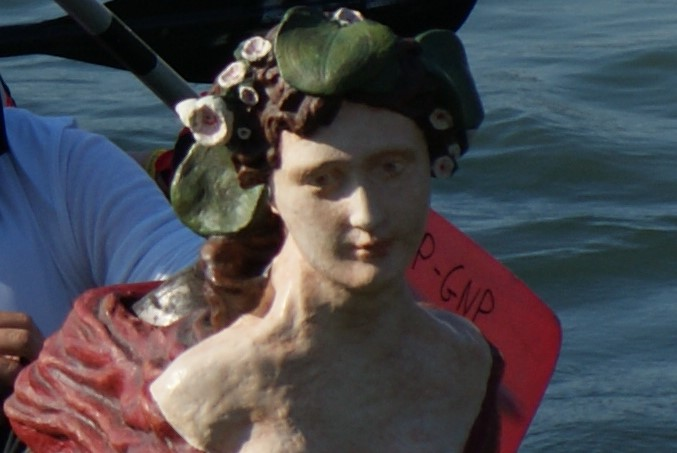
Vesunna

## Etimología
«Vesunna tutelar y augusta», es conocida como Tutela Augusta Vesunna por una inscripción latina.Su nombre a menudo causa confusión con la diosa Venus. En la época romana, alrededor del siglo II, un renombrado hombre local galo-romano, Soter Secundus, que adoraba a esta diosa celta, no solo consideraba a Vesunna como «divina» y «tutelar», sino también como «tutelar» y «augusta».
El nombre, que ha tenido muchas variantes (Vesuna Petrucoriorum, Vesunna, Vesunnia, Vesona, o incluso Ouesouna), correspondería al de «fuente divinizada».Estaría compuesto de la raíz precéltica °vis-, de la que derivaría ves (que podría corresponder a «tumba» o «tumulto»), y del sufijo céltico o ligur ona («fuente»).

## Historia

### Religión gala
Vesunna era venerada en Galia; sin embargo, ningún símbolo sobre ella de estos períodos ha sido encontrado.
La diosa Vesunna era asociada entre los petrocorios con el dios solar Grannos. Aunque esta diosa celta no se debe confundir con la antigua divinidad homónima italo-etrusca Vesuna.

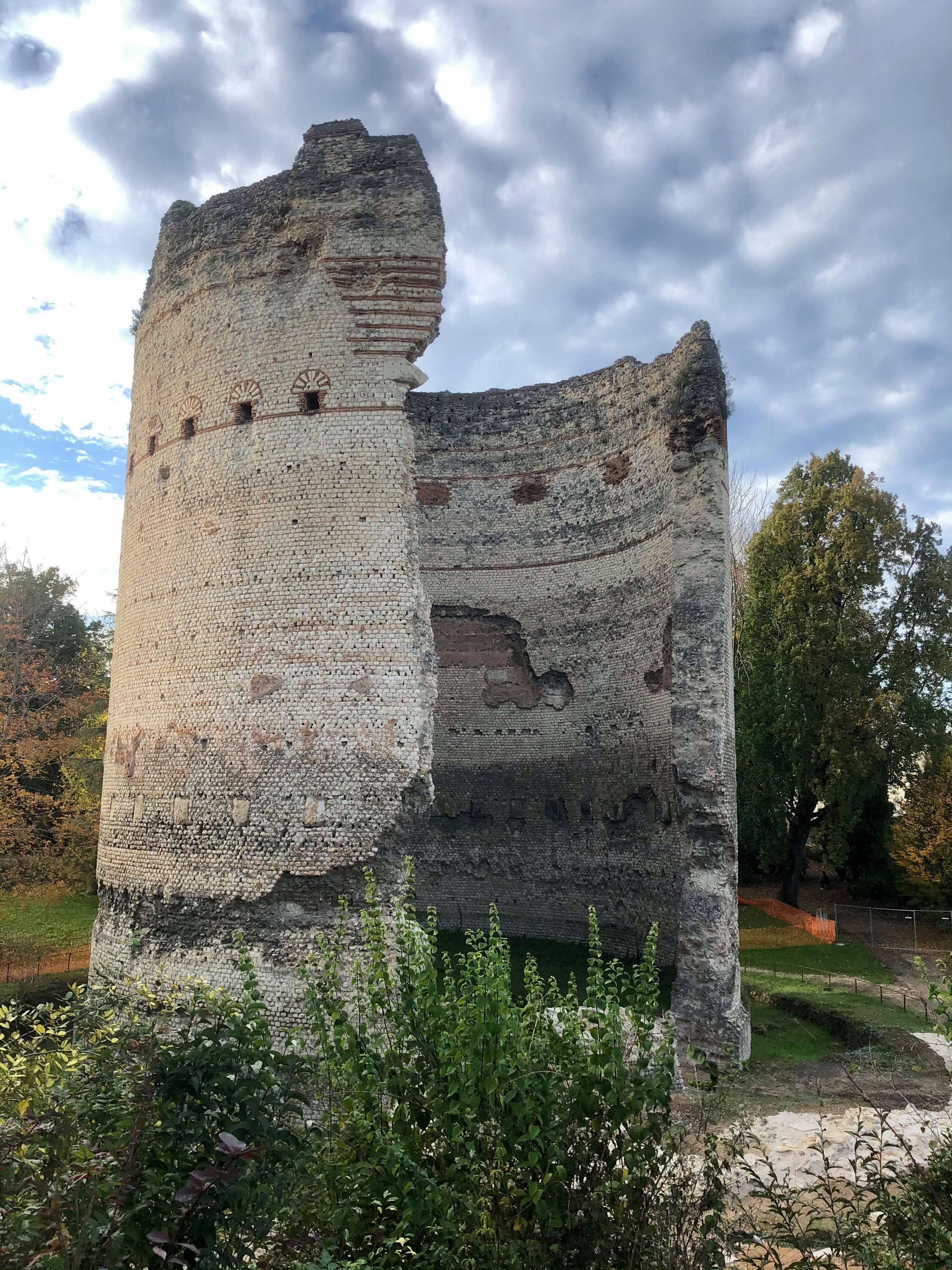
La torre de Vésone es el único vestigio del templo dedicado a la diosa Vesunna.

### Vesunna y el pueblo pretrocorio
La ciudad de Vesunna porta su nombre en honor a la diosa oriunda y patrona de los petrocorios. Esta ciudad estaba situada en lo que actualmente es el barrio sur de Périgueux.Los petrocorios le rendían culto en el templo galo-romano de Vesunna, construido por los habitantes adinerados de la ciudad en el siglo II.El único resto del templo es la torre de Vésone, ubicada en la cella (espacio interior que constituye el núcleo principal de los templos griegos y romanos);en este lugar también se erigía una estatua de la diosa para rendirle homenaje.
En el peristilo del templo se llevaban a cabo procesiones dedicadas a ella. Según Suzanne Boireau-Tartarat, Vesunna era «una divinidad acuática que la gente venía a honrar en procesión, llevando tal vez ofrendas hasta la orilla del río». Incluso era «posiblemente una diosa de la fertilidad», por lo que seguramente había una conexión entre el río y la representación de la diosa para renovar su fuerza de reproducción.  
El culto de la diosa era más notable durante las fiestas locales, sobre todo en el aniversario de fundación de la ciudad. Toda la civitas veneraba a esta diosa, especialmente cuando realizaban ritos y sacrificios de carneros, de vacas e incluso de caballos, pues los arqueólogos han encontrado huesos en el lugar donde se ubicaba el templo.
Aún permanecen rastros del culto a la diosa en la epigrafía galo-romana del Musée d'Art et d'Archéologie du Périgord (Museo de arte y de arqueología del Périgord).
Vesunna fue venerada, en los templos de la ciudad, junto a Mercurio y Apolo que en la interpretación romana corresponden a Lug y Grannos.

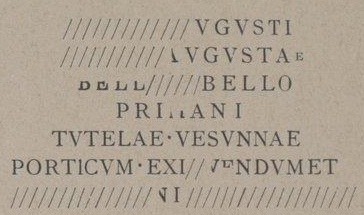
Inscripción que menciona la construcción de un pórtico del templo de Tutela Vesunna

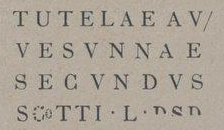
Dedicatoria de un altar a Tutela Vesunna

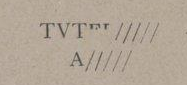
Fragmento de la dedicación de un altar a Tutela Vesunna

## Representación
En la cueva del castillo de Barrière (construida sobre el recinto galo-romano erigido a finales del siglo III)se encontraron representaciones de grullas, cigüeñas y aves zancudas, que Édouard Galy consideró como símbolos de la diosa Vesunna.
A Vesunna se le muestra como una «madre protectora de la ciudad» mediante estatuas acéfalas de piedra caliza, «vestida y sentada. Sostiene con la mano izquierda una cornucopia y con la derecha, una cesta de frutas». Las pequeñas estatuillas de terracota la personificaban «sentada amamantando a uno o dos bebés».

## Conmemoraciones

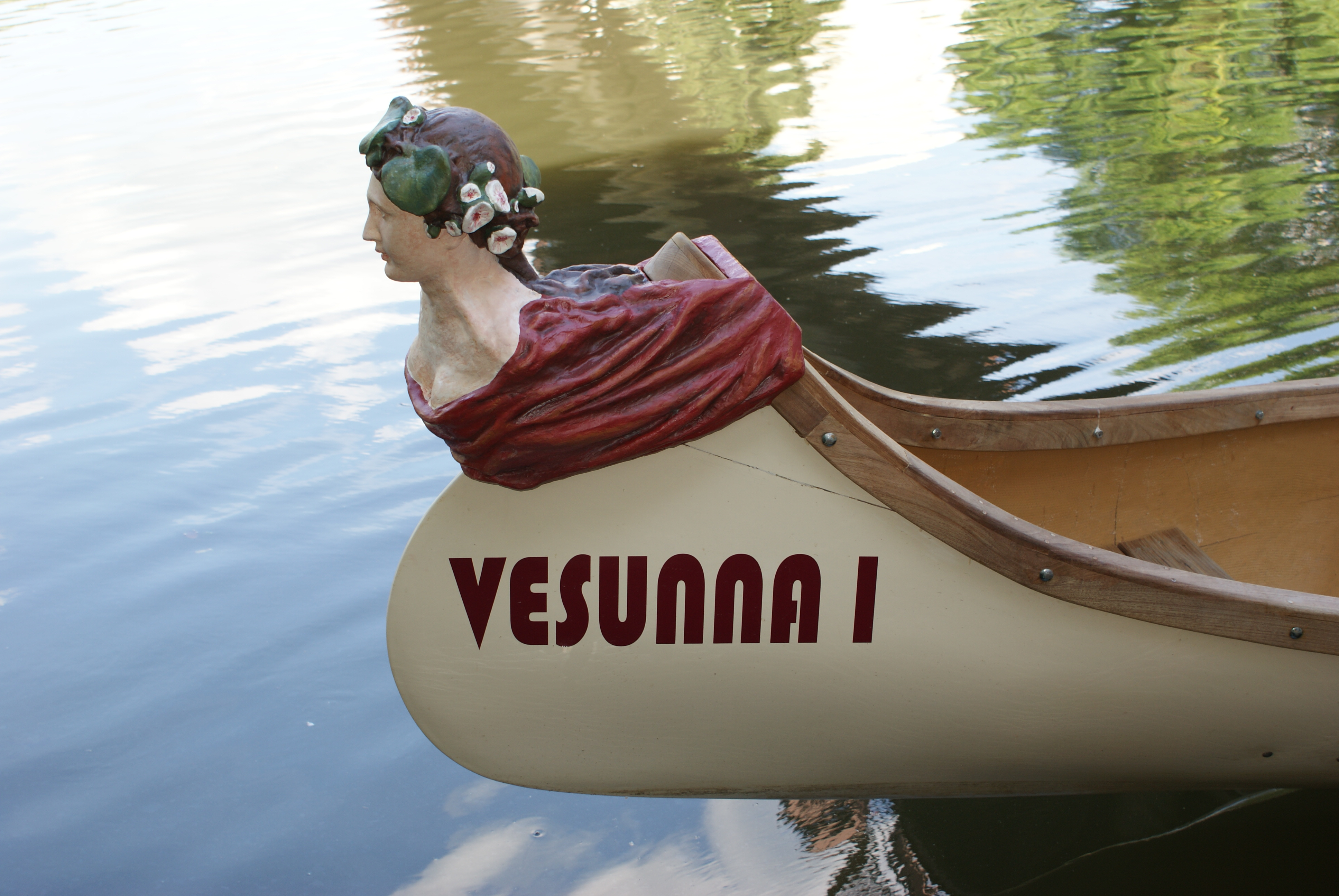

El 12 de julio de 2003, el museo Vesunna,construido de acuerdo a los planos del arquitecto Jean Nouvel sobre los vestigios del templo galo-romano, abrió sus puertas al público. 
En 2011 fue incluida dentro de las veinticinco mujeres homenajeadas en la exposición ambulante Mujeres célebres del Périgord, organizada por el Consejo General de Dordoña (ahora Consejo del Condado Dordoña), junto con la socióloga Victoria Man-Estier. El 8 de marzo de 2013, con motivo del Día Internacional de la Mujer, el periódico Sud Ouest realizó una encuesta cuya pregunta era: «¿Quién es tu mujer preferida del Périgord?». El 85% de los votos fue a favor de Vesunna.
El 14 de junio de 2015, una rabaska (canoa de gran tamaño que se usaba por los algonquinos) fue bautizada como Vesunna I. A partir de entonces, dos veces por semanase organizan viajes turísticos que van por el río Isle, desde Périgueux hasta la taberna Guinguette Barnabé, en Boulazac.